# Mesa (Californie)
Pour les articles homonymes, voir Mesa.
Mesa est une census-designated place du comté d'Inyo, dans l'État de Californie, aux États-Unis,. En 2020, elle compte une population de 275 habitants.